# Giám sát hàng loạt ở Trung Quốc

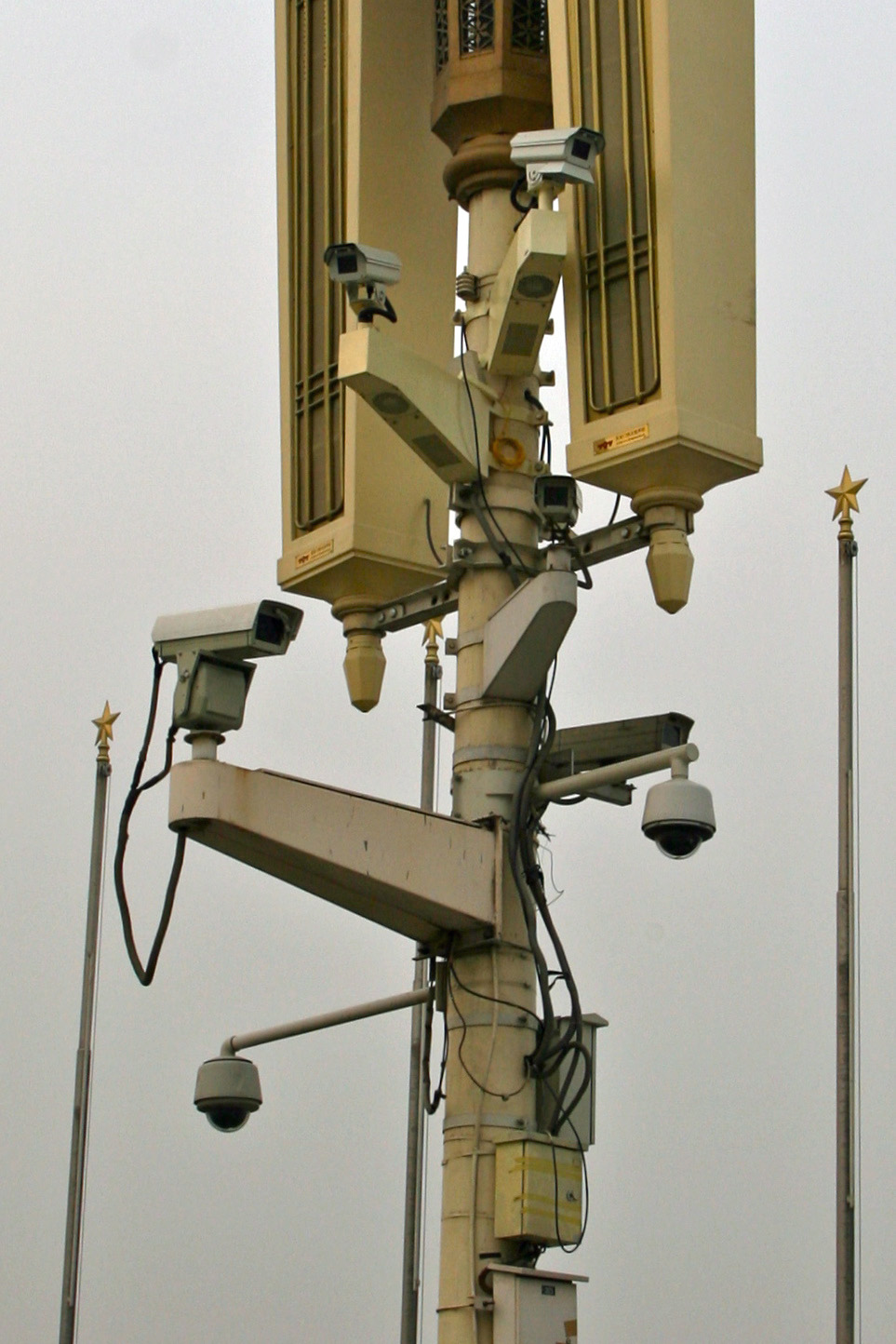
Camera giám sát tại Quảng trường Thiên An Môn năm 2009. Năm 2019, Comparitech đã báo cáo rằng 8 trong số 10 thành phố được giám sát nhiều nhất trên thế giới là ở Trung Quốc.

Giám sát hàng loạt ở Trung Quốc là mạng lưới các hệ thống giám sát hàng loạt được chính phủ Trung Quốc sử dụng để giám sát cuộc sống của công dân Trung Quốc. Nó chủ yếu được thực hiện thông qua chính phủ, mặc dù giám sát doanh nghiệp không công khai liên quan đến chính phủ Trung Quốc đã được suy đoán sẽ xảy ra. Trung Quốc giám sát công dân của mình thông qua Internet, máy ảnh cũng như thông qua các công nghệ kỹ thuật số khác. Giám sát hàng loạt ở Trung Quốc có liên quan chặt chẽ với Hệ thống Tín dụng Xã hội và đã mở rộng đáng kể theo Luật An ninh Internet Trung Quốc và với sự giúp đỡ của các công ty địa phương như Tencent, Dahua Technology, Hikvision, SenseTime, ByteDance, Megvii, Huawei và ZTE, và các công ty khác. Tính đến năm 2019, ước tính có 200 triệu camera quan sát của hệ thống "Skynet" đã được đưa vào sử dụng ở Trung Quốc đại lục, gấp bốn lần so với số lượng các camera giám sát ở Hoa Kỳ. Đến năm 2020, số lượng camera giám sát ở Trung Quốc đại lục dự kiến sẽ đạt mức 626 triệu.

## Lịch sử

### Cội nguồn
Giám sát hàng loạt ở Trung Quốc xuất hiện trong thời đại Mao Trạch Đông sau khi ông thành lập Cộng hòa Nhân dân Trung Hoa vào năm 1949. Mao đã phát minh ra cơ chế kiểm soát này bao trùm toàn bộ quốc gia và nhân dân nhằm củng cố quyền lực của mình trong chính phủ mới thành lập.  Trong những năm đầu, khi công nghệ tương đối kém phát triển ở Trung Quốc, sự giám sát hàng loạt đã được thực hiện thông qua việc phổ biến thông tin bằng lời nói.  Người dân Trung Quốc đã để mắt đến nhau và báo cáo những hành vi không phù hợp xâm phạm các lý tưởng xã hội thống trị thời bấy giờ.

### Thế kỷ 21
Vào cuối thế kỷ 20 và thế kỷ 21, là kết quả của cải cách kinh tế Trung Quốc, công nghệ máy tính và Internet lan sang Trung Quốc. Do đó, nhiều phương tiện giám sát đã xuất hiện. Người thổi còi trong NSA Edward Snowden cho biết các cơ chế và máy móc giám sát hàng loạt của Trung Quốc về truyền thông tư nhân là hoàn toàn khó khăn. Các cơ chế đáng chú ý nhất hiện nay là giám sát camera hàng loạt trên đường phố, giám sát Internet và các phương pháp giám sát mới được phát minh dựa trên tín dụng xã hội và danh tính.
Là một phần của sự thúc đẩy giám sát rộng hơn, chính phủ Trung Quốc cũng khuyến khích sử dụng các ứng dụng điện thoại di động khác nhau. Các nhà quản lý địa phương đã tung ra các ứng dụng di động cho mục đích an ninh quốc gia và cho phép công dân báo cáo các vi phạm, "đó là cách để cư dân thực hiện giám sát xã hội", theo một bài bình luận trên tờ báo khổ nhỏ Thời báo Hoàn Cầu của nhà nước. Bên cạnh các ứng dụng điện thoại di động, chính quyền trung ương Trung Quốc đã áp dụng công nghệ nhận dạng khuôn mặt, máy bay không người lái giám sát, cảnh sát robot và bộ sưu tập dữ liệu lớn nhắm vào các nền tảng truyền thông xã hội trực tuyến để giám sát công dân của mình.
Tính đến năm 2019, ước tính 200 triệu camera quan sát của hệ thống "Skynet" đã được đưa vào sử dụng ở Trung Quốc đại lục, gấp bốn lần so với các camera giám sát ở Hoa Kỳ. Truyền thông nhà nước ở Trung Quốc tuyên bố Skynet là hệ thống giám sát video lớn nhất thế giới, sử dụng công nghệ nhận dạng khuôn mặt và phân tích dữ liệu lớn. Năm 2019, Comparitech đã báo cáo rằng 8 trong số 10 thành phố được giám sát nhiều nhất trên thế giới là ở Trung Quốc, với Trùng Khánh, Thâm Quyến và Thượng Hải là top 3. Ngoài ra, số lượng camera giám sát ở Trung Quốc đại lục dự kiến sẽ đạt mức 626 triệu vào năm 2020, trong khi chỉ riêng Thâm Quyến dự định sẽ tăng số lượng camera giám sát từ 1,93 triệu lên 16,68 triệu trong những năm tới. Năm 2019, Trung Quốc cung cấp Công nghệ giám sát cho hầu hết thế giới, định vị quốc gia này có quyền kiểm soát ngành công nghiệp giám sát hàng loạt.

### Mốc thời gian
- Năm 2011, Ủy ban Khoa học & Công nghệ thành phố Bắc Kinh đã đề xuất một chương trình theo dõi điện thoại di động, được gọi là Nền tảng thông tin Chuyển động của công dân theo thời gian thực, nhằm mục đích giảm bớt lưu lượng giao thông trên đường phố của thành phố.[32]
- Các quan chức khẳng định rằng trong bốn năm tính đến năm 2012, 100.000 tội ác đã được giải quyết với sự trợ giúp của các máy ảnh. Tuy nhiên, một nhà phê bình nói rằng "một trong những mục đích quan trọng nhất của một hệ thống giám sát thông minh như vậy là để trấn áp tình trạng bất ổn xã hội được kích hoạt bởi các dân oan và bất đồng chính kiến." [33]
- Vào năm 2013, chính phủ đã coi ô nhiễm không khí nghiêm trọng ở các thành phố Trung Quốc là mối đe dọa an ninh vì các máy quay truyền hình mạch kín đã vô dụng.[34] Vào tháng 12 năm 2013, Thứ trưởng Bộ Công nghiệp và Công nghệ thông tin đã yêu cầu China Telecom, một công ty điện thoại cố định và điện thoại di động lớn, thực hiện kế hoạch đăng ký tên thật.
- Trong năm 2014, chính phủ đã ra tiếp một yêu cầu để điều chỉnh việc phổ biến thông tin phản cảm qua mạng.[35] Cũng trong năm 2014, Trung Quốc đã sử dụng một dự án giám sát cảm xúc và trí não do chính phủ hậu thuẫn ở quy mô chưa từng có trong các nhà máy, giao thông công cộng, các công ty nhà nước và quân đội.[36][37]

- Vào tháng 1 năm 2014, Cơ quan Báo chí, Xuất bản, Phát thanh, Phim và Truyền hình Nhà nước tuyên bố rằng tên thật sẽ được yêu cầu đối với người dùng muốn tải video lên các trang web Trung Quốc. Cơ quan này giải thích rằng yêu cầu này nhằm ngăn chặn nội dung thô tục, các hình thức nghệ thuật cơ bản, bạo lực và nội dung khiêu dâm trong video trên Internet có ảnh hưởng tiêu cực đến xã hội.
- Năm 2016, Trung Quốc đã đưa ra luật an ninh mạng, yêu cầu các công ty Internet lưu trữ tất cả nhật ký mạng trong ít nhất sáu tháng và lưu trữ tất cả dữ liệu cá nhân và thông tin quan trọng trong Trung Quốc đại lục.[38] Cũng trong năm 2016, Trung Quốc triển khai Robot cảnh sát AnBot được trang bị vũ khí gây choáng và camera nhận dạng khuôn mặt bắt đầu tuần tra tại sân bay Thâm Quyến.[39]
- Năm 2018, các quan chức thực thi pháp luật Trung Quốc đã được trang bị Smartglass nhận dạng khuôn mặt để bắt giữ tội phạm, đặc biệt là những kẻ buôn lậu ma túy.[40] Công nghệ này đã được áp dụng tại Lễ hội bia quốc tế Thanh Đảo 2017.  Với sự hỗ trợ của nó, cảnh sát đã bắt được nhiều tội phạm, bao gồm 25 kẻ chạy trốn, 19 kẻ buôn lậu ma túy và 37 kẻ đạo văn.  Cũng trong năm 2018, chính quyền Trung Quốc lần đầu tiên thừa nhận rằng họ có thể truy cập các tin nhắn đã xóa của người dùng WeChat mà không cần sự cho phép của họ.[41] Ủy ban kiểm tra và giám sát kỷ luật thành phố Chaohu đã lấy lại toàn bộ lịch sử cuộc trò chuyện của nghi phạm đã bị xóa trong một vụ việc.
- Vào tháng 3 năm 2019, Trung Quốc đã công bố một quy định về các ứng dụng video nhỏ, được coi là một phương pháp ngăn chặn chứng nghiện Internet của thanh thiếu niên ở Trung Quốc. Nó cho phép các ứng dụng liên quan truy tìm vị trí của người dùng và phân tích hành vi của người dùng để kích hoạt chế độ thiếu niên. Nó bắt đầu vào tháng 3 năm 2019 và được sử dụng trong tất cả các ứng dụng video nhỏ vào tháng 6.[42] Năm 2019, Trung Quốc tuyên bố rằng Thẻ nhận dạng cư dân thế hệ thứ ba sẽ có thể theo dõi vị trí. Thông tin về máu cũng sẽ được thu thập và ghi lại trong thẻ.[43]
- Đến năm 2020, theo một tài liệu chính thức được công bố vào năm 2015, chính phủ Trung Quốc đặt mục tiêu xây dựng một mạng lưới giám sát video trên toàn quốc để đảm bảo an ninh công cộng sẽ có mặt khắp nơi, kết nối đầy đủ, hoạt động mọi lúc và có thể kiểm soát hoàn toàn.[44]